# Montacute
Montacute är en liten by och en civil parish som ligger i Somerset i England, 3 km söder om Yeovil. Byn har en befolkning på 680 personer (2002). Byns namn tros komma från latinets "Mons Acutus", vilket skulle syfta på den lilla men relativt branta höjd som dominerar landskapet direkt väster om byn. 